# Ska-P
Ska-P (произносится как эска́-пэ — от испанского глагола «escapar» (убегать, покидать) — испанская ска-панк-группа, образовавшаяся в Мадриде в 1994 году. Группа имеет крайне левые, отчасти анархистские политические взгляды. Ska-P — одна из самых знаменитых ска-панк групп Испании и мира.

## О группе

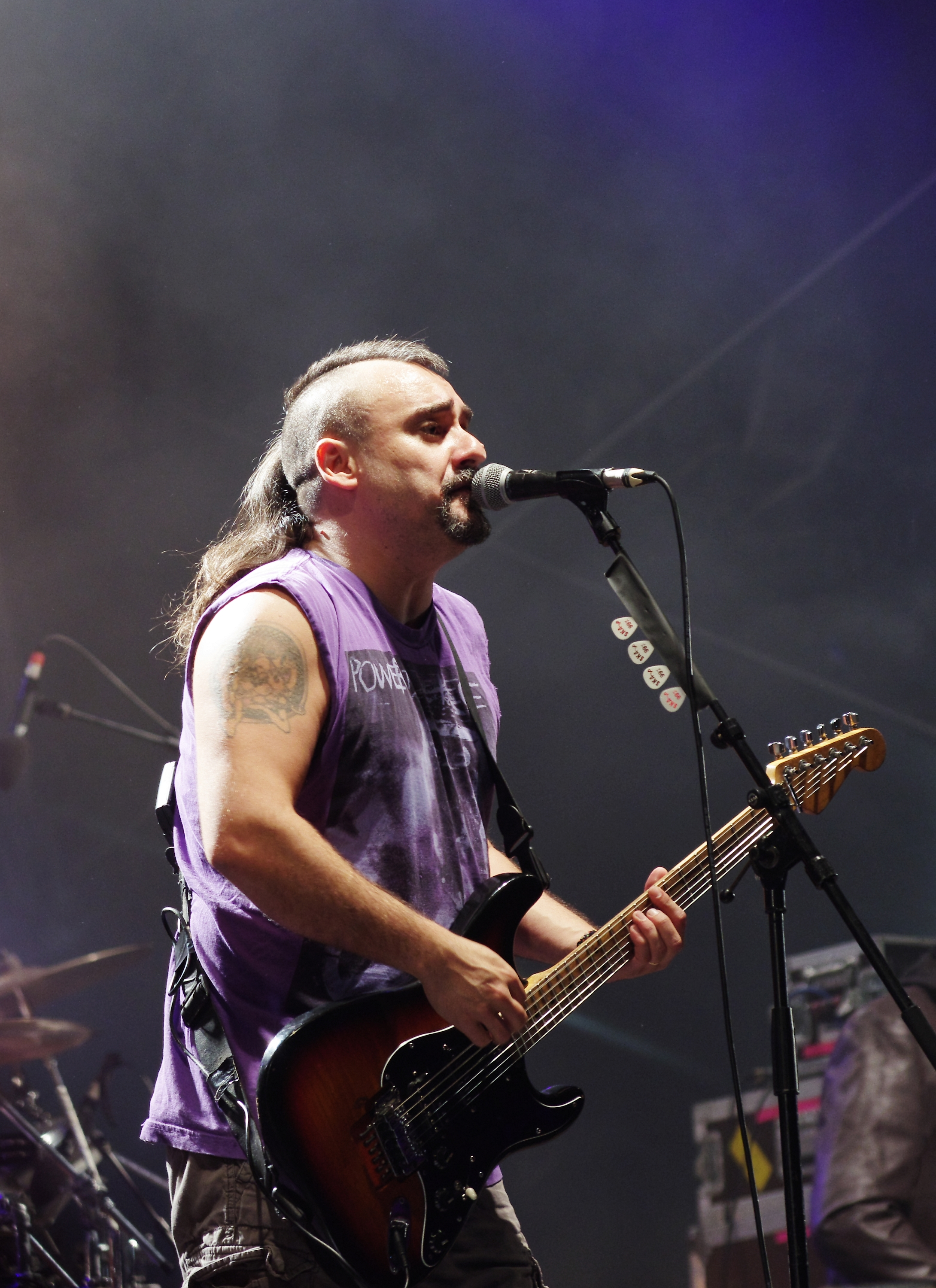
Вокалист группы Pulpul, 2013 год

Ska-P весьма открыты и откровенны в своих взглядах, что проявляется в их песнях. Общие темы песен — права человека, в том числе отмена смертной казни («Welcome to Hell»), социальная справедливость, антифашизм, антикапитализм, легализация марихуаны («Cannabis», «Al Turron», «Mis Colegas»), соблюдение прав животных («Animales de Laboratorio», «Kémalo»), отмена боя быков («Wild Spain», «Vergüenza»), антисионизм и поддержка независимости Палестины («Intifada»).
Желание членов группы быть не такими, как все, проявляется в стрижках. Некоторые имеют ирокезы, в то время как другие — почти лысые с конским хвостом.
Изначально Ska-P была создана друзьями, увлекавшимися такими направлениями в музыке как ска и регги. В первый состав группы входили: Pulpul (гитара, вокал), Тони Эскобар (гитара, вокал), Julio (бас-гитара), Kogote (клавишные) и Pako (ударные). В 1994 году состоялась запись первого одноименного альбома — Ska-P на студии AZ-Records.
В начале 1995 года группу покидает гитарист Тони в связи невозможностью объединять основную работу и деятельность в группе, выбор нового гитариста дается членам группы нелегко, но в итоге место гитариста занимает Joxemi.

 Возможно, что играл на гитаре он почти хуже всех, но мастерство и технические навыки не были тем, что именно мы искали. Он хорошо подходил группе по духу, вписывался в её атмосферу, поэтому именно его и выбрали в итоге. — Pulpul 
 В этом же году Pipi стал официальным членом группы и выполнял роль шоумена.
14 мая 2009 года состоялся первый российский концерт группы — в Москвe в клубе Roll Hall.
6 августа 2013 года состоялось выступление группы на фестивале Kubana-2013 с песнями из нового альбома 99%.
17 октября 2014 года группа вновь посетила Москву с концертом и выступила в ГлавКлубе.
2 августа 2018 года на официальном сайте группы была опубликована новость, что её новый альбом будет называться «Game Over».
29 сентября 2019 года группа посетила Москву вновь и выступила в Adrenaline Stadium.

## Состав
Текущий состав
- Роберто Ганьян Охеа (Pulpul) — ритм-гитара, вокал (с 1994)
- Хосе Мигель Редин (Joxemi) — соло-гитара, бэк-вокал (с 1996)
- Хулио Сесар Санчес (Julitros) — бас-гитара, бэк-вокал (с 1994)
- Альберто Хавьер Амадо (Kogote) — клавишные, бэк-вокал (с 1994)
- Иван Гево — ударные (с 2018)
- Альберто Ириондо (Txikitin) — труба (с 2000)
- Гарикойц Бадиола Уркиса (Gari) — тромбон, геликон (с 2000)
- Хуан Антонио Ривас (Juanan) — труба, скрипка, геликон (с 2018)

Бывшие участники
- Франсиско Хавьер Навио (Pako) — ударные (1994—1999)
- Тони Эскобар — соло-гитара, бэк-вокал (1994—1995)
- Рикардо Дельгадо де ла Обра (Pipi) — бэк-вокал, сценическое действие (1995—2017)
- Луис Мигель Гарсия (Luismi) — ударные (1999—2021)
- Элой Йебра (TCap) — бэк-вокал, сценическое действие (2018—2021)

## Дискография
Альбомы
- Ska-P (AZ-records)(1994)
- El Vals del Obrero (RCA) (1996)
- Eurosis(RCA) (1998)
- Planeta Eskoria (RCA) (2001)
- ¡¡Que corra la voz!! (RCA) (2002)
- Incontrolable (Концертный альбом и видео DVD) (RCA) (2002)
- Lágrimas y Gozos (RCA) (2008)
- 99% (RCA) (2013)[3]
- Game Over (2018)

Синглы
- «Cannabis» (1996)
- «Ñapa es» (1996)
- «Paramilitar» (1998)
- «Derecho de admisión» (2000)
- «Planeta Eskoria» (2000)
- «Welcome To Hell» (2002)
- «Niño soldado» (2002)
- «Mis colegas» (2002)
- «Crimen sollicitationis» (2008)
- «El tercero de la foto» (2008)
- «Canto a la rebelión» (2013)
- «Se acabó» (2013)
- «Jaque al Rey» (2018)
- «Cruz, oro y sangre» (2002)
- «Estimado John» (2022)
- «Las flores» (2022)

## Видеография
- Ska-p en concierto (1998) (VHS)
- Seguimos en pie (1999) (VHS, DVD)
- Incontrolable (2003) (DVD с аудио CD)
- Crimen Sollicitationis (2008) (DVD)